# Dumitru Stoica
Dumitru Stoica (n. 25 august 1878, Săcalu de Pădure- d. 20 februarie 1955, Săcalu de Pădure) a fost un deputat în Marea Adunare Națională de la Alba Iulia, organismul legislativ reprezentativ al „tuturor românilor din Transilvania, Banat și Țara Ungurească”, cel care a adoptat hotărârea privind Unirea Transilvaniei cu România, la 1 decembrie 1918.:p. 77

## Biografie
Dumitru Stoica, născut în localitatea Săcalu de Pădure, județul Mureș, a urmat studiile doar a două clase primare. A servit în jandarmeria maghiară până în anul 1918. A pregătit organizarea Gărzii Naționale din Săcalu de Pădure. După 1918 s-a ocupat de agricultură în comuna natală. Devine membru al P.N.R. iar din anul 1926 se bucură și de statutul de membru al P.N.Ș. Dumitru Stoica a decedat la data de 20 februarie 1955.

## Activitatea politică
A fost ales ca delegat supleant al cercului electoral Reghin, la Marea Adunare Națională de la Alba Iulia de la 1 decembrie 1918.:p.266